# Day of Fire (álbum)
Day of Fire é o álbum de estreia da banda homónima, lançado a 26 de Outubro de 2004.
O disco atingiu o nº 29 do Top Christian Albums e o nº 43 do Top Heatseekers. O single "Fade Away" atingiu o nº 27 do Mainstream Rock Tracks.
| Críticas profissionais                                                      | Críticas profissionais |
| Avaliações da crítica                                                       | Avaliações da crítica  |
| Fonte                                                                       | Avaliação              |
| --------------------------------------------------------------------------- | ---------------------- |
| allmusic                                                                    | [ 2 ]                  |
| Jesus Freak Hideout                                                         | [ 3 ]                  |
| Esta tabela precisa de ser acompanhada por texto em prosa. Consulte o guia. |                        |

## Faixas
Todas as faixas por Josh Brown e Gregg Hionis, exceto onde anotado.
1. "Through the Fire" (Brown) - 3:55
2. "Detainer" - 2:49
3. "Cornerstone" - 3:16
4. "Time" - 3:28
5. "Fade Away" - 3:57
6. "I Am the Door" - 2:56
7. "Rain Song" - 4:01
8. "Adrianne" [instrumental] (Brown) - 1:20
9. "Jacob's Dream" - 3:46
10. "Reap and Sow" - 2:31
11. "To Fly" - 6:17

## Créditos
- Josh Brown - Vocal
- Gary Novak - Bateria
- Chris Cheney - Baixo
- Phil X - Guitarra
- Gregg Hionis - Guitarra
- JJ Farris, Matthew Nelson - Vocais adicionais
- Fontaine Weyman - Vocal adicional